# Jeffery Head
Das Jeffery Head ist eine markante und felsige Landspitze an der Walgreen-Küste des westantarktischen Marie-Byrd-Lands. Sie liegt 6 km südlich des Brush-Gletschers auf der Westseite der Bear-Halbinsel und ragt in das Dotson-Schelfeis hinein.
Erste Luftaufnahmen entstanden bei der US-amerikanischen Operation Highjump (1946–1947). Das Advisory Committee on Antarctic Names benannte sie 1967 nach Stuart S. Jeffery, Ionosphärenphysiker auf der Byrd-Station im Jahr 1966.